# Рапати (Ольштинський повіт)
Рапати (пол. Rapaty) — село в Польщі, у гміні Ґетшвалд Ольштинського повіту Вармінсько-Мазурського воєводства.
Населення — 150 осіб (2011).

## Демографія
Демографічна структура станом на 31 березня 2011 року:
|          | Загалом | Допрацездатний вік | Працездатний вік | Постпрацездатний вік |
| -------- | ------- | ------------------ | ---------------- | -------------------- |
| Чоловіки | 73      | 11                 | 53               | 9                    |
| Жінки    | 77      | 21                 | 43               | 13                   |
| Разом    | 150     | 32                 | 96               | 22                   |